# Герб Башкирської АРСР
Герб Башкирської АРСР був державним символом Башкирської АРСР. Затверджений 4 липня 1981 року. Скасований Парламентом Республіки Башкортостан 6 липня 1999 року.

## Опис
Державним гербом Башкирської Автономної Радянської Соціалістичної Республіки згідно зі статтею 157 Конституції БАРСР 1978 року є Державний герб РРФСР, який представляє собою зображення серпа і молота на червоному фоні в променях сонця і в обрамленні колосся, з написом: «РРФСР» і «Пролетарии всех стран, соединяйтесь!» російською і башкирською мовами з додаванням під написом «РРФСР» літерами меншого розміру написи «Башкирская АССР» російською і башкирською мовами. У верхній частині герба — п'ятипроменева зірка.
У кольоровому зображенні Державного герба Башкирської Автономної Радянської Соціалістичної Республіки серп і молот, сонце і золоті колосся; червона зірка, обрамлені золотою облямівкою.

## Історія
У Конституції, прийнятій 23 червня 1937 року X Надзвичайним з'їздом Рад Башкирської АРСР, наводиться опис герба республіки: до композиції герба РРФСР, яка являє собою зображення золотих серпа і молота, розміщених навхрест, рукоятками донизу, на червоному фоні в променях сонця і в обрамленні колосся, з написом «РСФСР» та «Пролетарии всех стран, соединяйтесь!», додаються наступні написи; вгорі під літерами «РСФСР» написано літерами меншого розміру: «Башкирская АССР» — на російській і башкирською мовами. Кожнен напис розташований окремими напівкруглими рядками. На банті стрічки, що перев'язує кінці колосся хліба, — девіз «Пролетарии всех стран, соединяйтесь!» також російською і башкирською мовами. Цей герб був затверджений 9 лютого 1938 року.
30 травня 1978 року герб Башкирської АРСР частково було змінено. У верхній частині герба з'явилася п'ятипроменева зірка.
Особливим Законом (від 13 жовтня 1990 року) пропонувалося змінити в текстах усіх законодавчих актів, назву республіки на Башкирська Радянська Соціалістична Республіка, але цього не було зроблено. 25 лютого 1992 року був прийнятий Закон про зміну назви республіки. З тих пір офіційна назва — Республіка Башкортостан.